# Šumvald
Šumvald (hanácky Šômvald, německy Schönwald) je obec ležící v okrese Olomouc. Žije zde přibližně 1 700 obyvatel. Jeho katastrální území má rozlohu 2101 ha.
Součástí katastru obce je Šumvaldský rybník. Rozloha vodní plochy je 60 ha. Nejstarší zmínky o rybníku pochází již z roku 1569.

## Název
Původní jméno vesnice bylo Čisté slémě. Staré slémě označovalo nejvyšší trám ve střeše, přeneseně dlouhý neširoký horský hřbet. Vesnice byla pojmenována podle kopcovitého přechodu na cestě mezi Uničovem a Rýmařovem, u nějž leží. Přívlastek čisté vyjadřoval, že ona kopcovitá část nebyla porostlá stromy. Toto české jméno je naposledy písemně doloženo roku 1349. Němečtí osadníci dali vesnici jméno Schönwald - "Krásný les" (poprvé doloženo 1295), které bylo přejato i do češtiny, nejprve jako Šonvald (v 15. a začátkem 16. století), pak Šumvald.

## Historie
První písemná zmínka o obci pochází z roku 1272. V roce 2006 byl při historickém průzkumu ve zdivu kostela svatého Mikuláše objeven svatostánek (tzv. sanktuárium) ze 70. nebo 80. let 13. století. Nález potvrzuje raně gotický původ stavby. Raně gotický je i půdorys kostela, presbytář, klenba a okenní kružba. Kostel byl poprvé přestavován na konci 14. století, dále na konci 17. století a naposledy na přelomu 18. a 19. století.

## Společenský život
Sbor dobrovolných hasičů v obci byl založen roku 1881. Samospráva obce pravidelně 5. července vyvěšuje zlato-červenou moravskou vlajku.
Sportovní klub SK Šumvald byl založen 22. února 1992 jako nástupce TJ Sokol Šumvald. Klub se zaměřuje především na kopanou, která má v Šumvaldu dlouhodobou tradici sahající až do roku 1932. Nejúspěšnější období zažil klub v letech 2000–2006, kdy týmy pětkrát zvítězily ve svých soutěžích. Během tohoto období byla také založena družstva mladších žáků a benjamínků. V letech 2001–2003 získal SK Šumvald do svého vlastnictví pozemky hřiště a celého areálu, což umožnilo rozšíření aktivit klubu. Areál využívají nejen sportovci, ale také místní škola a školka, a slouží k pořádání obecních akcí. 

### Soutěž Vesnice roku
V roce 2018 v soutěži Vesnice roku se Šumvald umístil na 2. místě za obcí Dolní Němčí ze Zlínského kraje. Výsledky soutěže, které se v roce 2018 zúčastnilo 228 obcí z celé České republiky, byly vyhlášeny 15. září 2018.

## Části obce
- Šumvald
- Břevenec

## Osobnosti
- Aleš Balcárek - moravský básník, zdejší rodák
- Franz Lehár - hudební skladatel, zdejší rodák, syn Františka Lehára[10]

## Fotogalerie

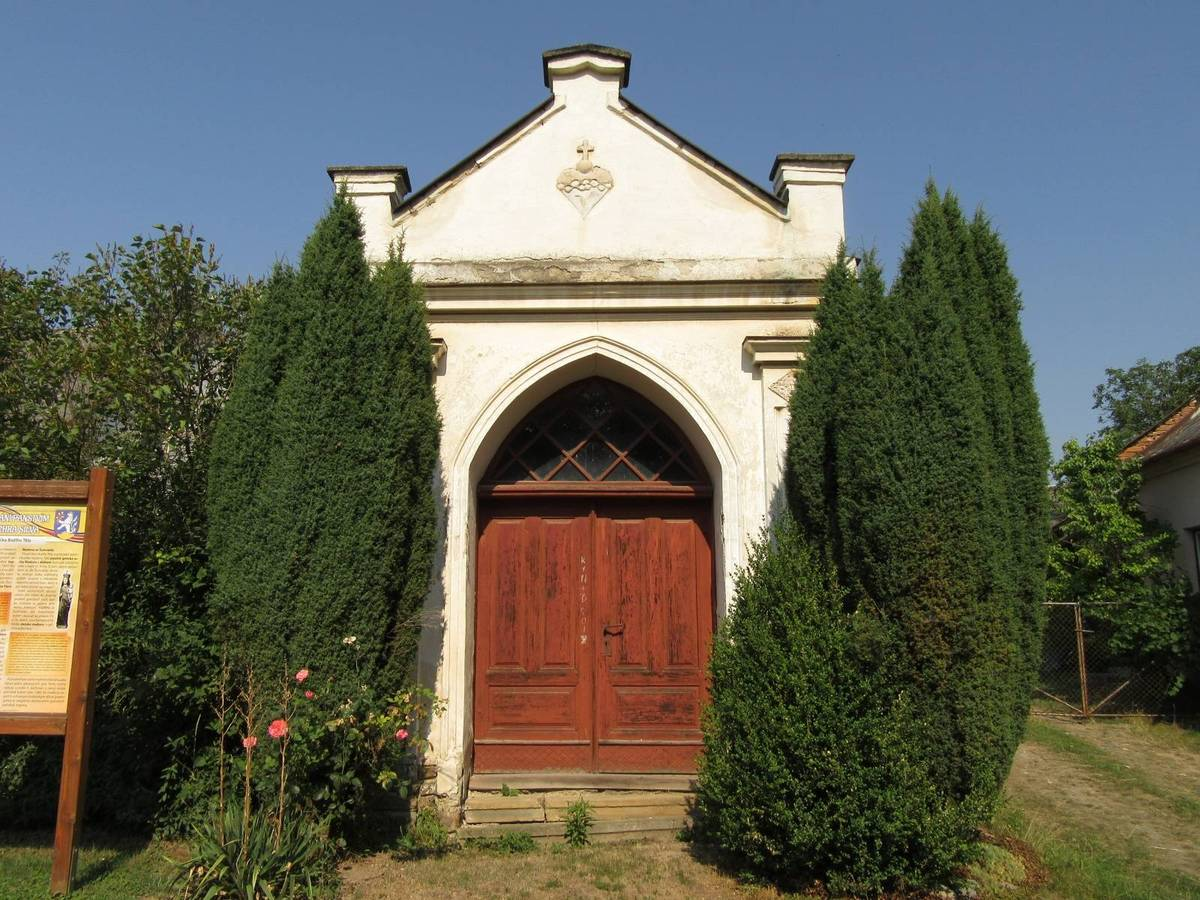
Kaple svaté Anny
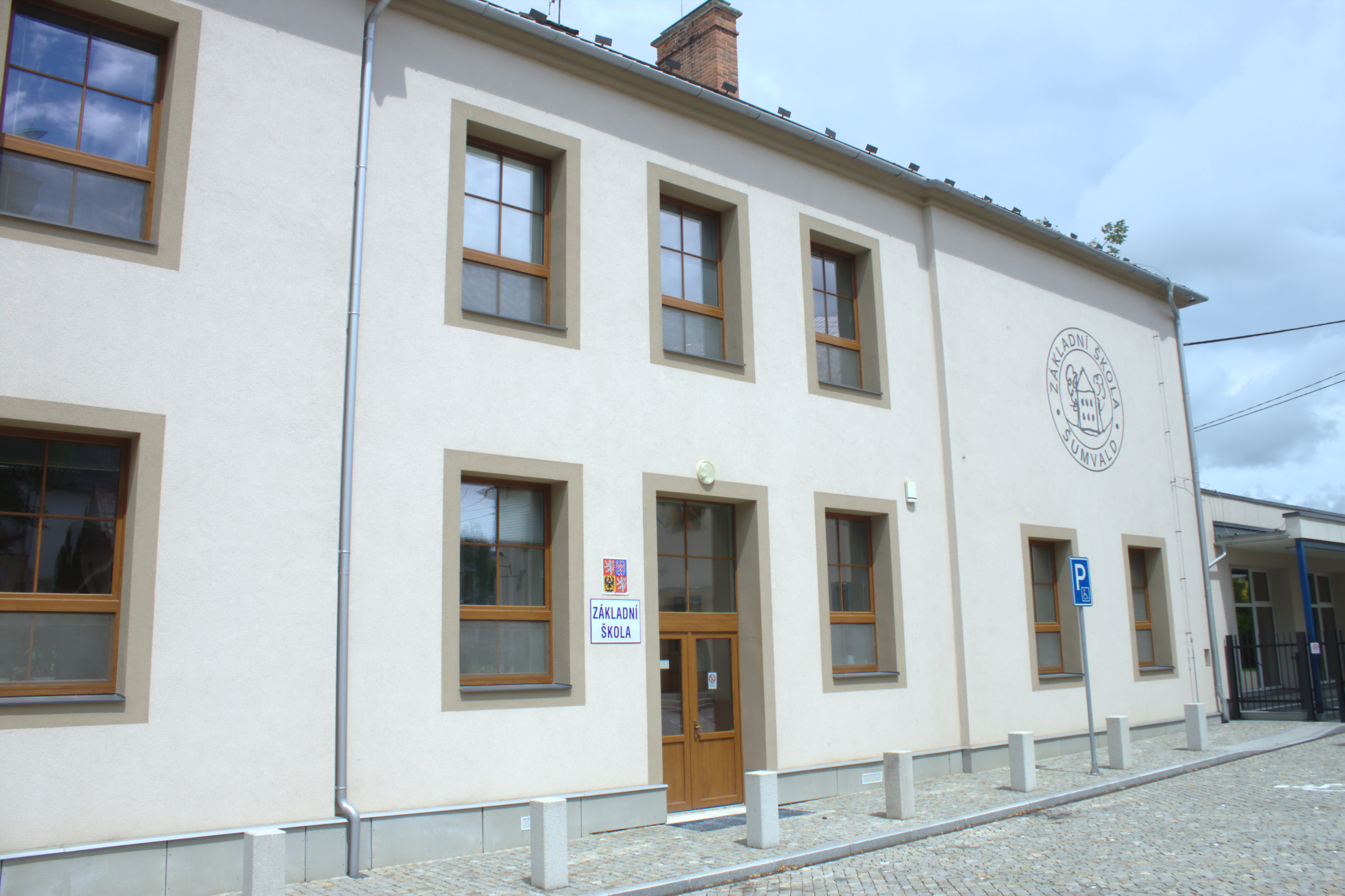
Základní škola
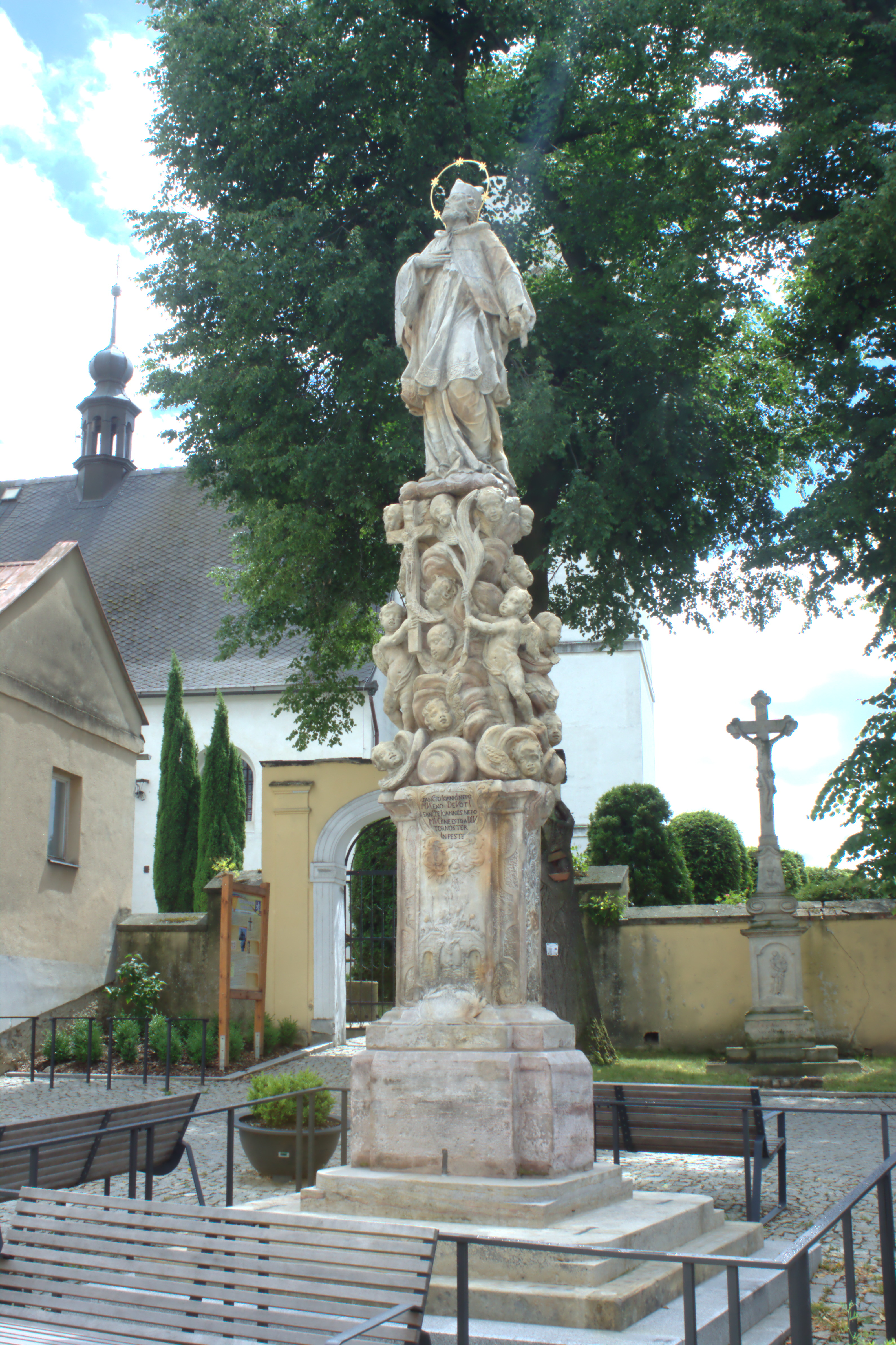
Socha sv. Jana Nepomuckého
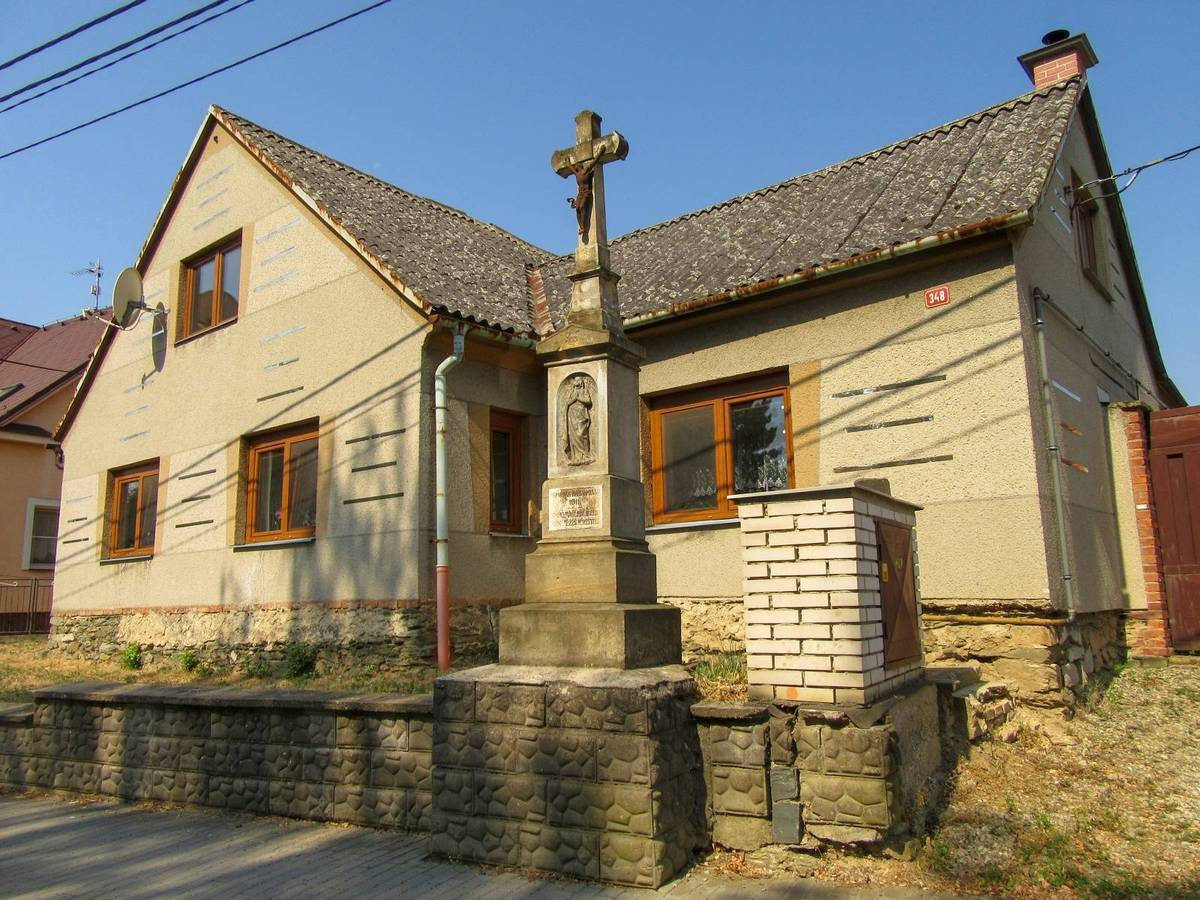
Kříž u hlavní silnice